# Sorra
La Sorra è un torrente della provincia di Siena, in Toscana.